# クレーンの叫び
『クレーンの叫び』（ 英：The Lost Language of Cranes ）は、1991年にイギリスのBBCにより製作されたテレビ映画。原作はデイヴィッド・レーヴィットの同名小説。
日本では、1993年（第2回）東京国際レズビアン&ゲイ映画祭にて上映された。

## キャスト
- オーウェン・ベンジャミン：ブライアン・コックス
- ローズ・ベンジャミン：アイリーン・アトキンス
- フィリップ・ベンジャミン：アンガス・マクファーデン
- ジェフリー：ルネ・オーベルジョノワ
- デレク：ジョン・シュレシンジャー
- エリオット：コリー・パーカー
- ロビン・ブラッドリー：ベン・ダニエルズ
- ドアマン：アダム・マタロン